# بیزووایا
بیزووایا، به روسی (Бызовая) یک محوطه تاریخی یا سایت ماقبل تاریخ واقع در جمهوری کومی، در شمال روسیه، در نزدیکی دایره قطب شمال است. او ابزارهای سنگی برش خورده معمولی موستری (نامی برای مجموع صنعت‌های ساختن ابزار سنگی (بازالت/چخماق) در عصر پارینه‌سنگی میانی) و همچنین بقایای حیوانات پوست کنده (خرس قهوه ای، ماموت، گوزن شمالی و کرگدن پشمالو) از آنجا کشف شده است. قدمت این سایت به ۳۴۰۰۰ تا ۳۱۰۰۰ سال قبل از زمان کنونی می‌رسد. ·  · .